# Dicranopygium
Dicranopygium là một chi thực vật có hoa trong họ Cyclanthaceae.